# 紺野あずれ
紺野 あずれ（こんの あずれ、7月6日 - ）は、日本の漫画家。男性。埼玉県在住。
成人向け作品で漫画家デビューしたのち、一般向けコミックに活動の場を移す。
代表作『こえでおしごと!』は2010年（平成22年）にOVA化された。2019年（平成31年）4月には『ノブナガ先生の幼な妻』がテレビアニメ化された。

## 人物
- 漫画家デビュー前には調理師として働いていた[3]。
- 『フォックスリミテッドアンソロジー 06 ブルマ運動会!：ブルマっ娘アンソロジー』（FOX出版）に収録の「私立紺青学園」にて漫画家デビューしている[4]。
- 妻は同じく漫画家のカザマアヤミ[5]。
- ラジオ『集まれ昌鹿野編集部』のリスナーである。番組は以前から聴いていたが、番組内のコーナー「週刊!昌鹿野批評!」で『こえでおしごと!』が取り上げられ、後日番組にメールを送り、次回の放送でメール内容が紹介された。以来、番組内で紺野の知名度が上がり、『集まれ昌鹿野編集部DJCD vol.3』に小野坂昌也と鹿野優以とリスナー漫画家である紺野と忠臣蔵之介と森小太郎の対談が収録された。また2012年（平成24年）9月2日放送分では入籍したばかりのカザマとともにゲスト出演した[6]。
- かつては自らのブログにアニメや漫画の感想を公開していた。アニメ『けいおん!』については「かわいい。OPがすごくよかった。ただ面白くはない」、『夏のあらし!』については「（アニメ版は）かわいくもないし面白くもないしでまったく見所が無い」「原作も読んだんですがつまんないっすね…」と述べた[7]。

## 作品リスト

### 漫画
- 非日常的クラスメイト（2005年6月25日発売、FOX出版、ISBN 4-925148-69-9）※成人向け
- 思春期クレイジーズ（2007年2月19日発売、コアマガジン、ISBN 978-4-86252-127-9）※成人向け
- こえでおしごと!（2008年 - 2013年、ワニブックス『コミックガム』、全10巻）
- 私立はかない学園（2013年 - 2015年、双葉社『コミックハイ!』、全5巻）
- ノブナガ先生の幼な妻（2017年 - 2019年、双葉社『月刊アクション』、全5巻）
- こえでおしごと!!（2020年 - 2021年、双葉社『月刊アクション』、全3巻）※『こえでおしごと!』のリブート

### アンソロジー
- アマガミ -Various Artists-（エンターブレイン） 
  - 3（2010年4月24日発売、ISBN 978-4-04-726480-9）
  - 4（2010年8月25日発売、ISBN 978-4-04-726708-4）
- 恥ずかしそうな顔で年上のお姉さんにおっぱい見せてもらいたい 赤面おっぱいアンソロジー（双葉社）
  - 2024年11月14日発売、ISBN 978-4-575-86021-4

### 挿絵
- へるあんどへぶん（市川創士郎著、二次元ドリームノベルズ）

### その他
- つぐもも（テレビアニメ第1話エンドカード）